# Oranjeborststekelkruin
De oranjeborststekelkruin (Phacellodomus ferrugineigula) is een zangvogel uit de familie Furnariidae (ovenvogels).

## Verspreiding en leefgebied
Deze vogel komt voor in Zuid-Amerika. Het verspreidingsgebied van de oranjeborststekelkruin strekt zich uit van het noorden van Uruguay tot het zuidoosten van Brazilië.

## Status
De grootte van de populatie is niet gekwantificeerd maar de soort wordt omschreven als schaars. Op de Rode lijst van de IUCN heeft deze soort de status niet bedreigd.